# 白花马蔺
白花马蔺（学名：[Iris lactea] 错误：{{Lang}}：文本有斜体标记（帮助））为鸢尾科鸢尾属的植物。分布在中亞、南亞及中国大陆的吉林、西藏、内蒙古、青海、新疆等地，生长于海拔800米至4,500米的地区。见于路旁、荒地及山坡草丛中，目前尚未由人工引种栽培。可以根莖作無性生殖。
种加名 lactea 意为“乳白的”。